# Tōru Ōhira
Tōru Ōhira (jap. 大平 透 Ōhira Tōru; ur. 29 września 1929 w Ōta, zm. 12 kwietnia 2016) – japoński narrator i seiyū.
Jedną z jego najbardziej znanych ról jest dubbingowanie głosu Lorda Dartha Vadera z Gwiezdnych wojen oraz Dartha Bellowa w serialu animowanym Starzan. Aktor zasłynął również z licznych ról narratora w serialach anime, szczególnie w serii Super Sentai. Po ukończeniu Tokyo Metropolitan University Jōnan Senior High School, udał się na studia na Wydziale Nauk Politycznych i Ekonomii Uniwersytetu Meiji. W 1954 roku wstąpił do Broadcasting System Nippon, w którym stał się konferansjerem i producentem. rok później wraz z uruchomieniem stacji TBS, wstąpił do jego teatralnej spółki. Opuścił firmę w 1958 roku, by zostać seiyū.

## Role głosowe w anime
- Astro Boy serial z 1963
- Kimba, biały lew, (Rommel), 1965
- Shin Jungle Taitei Susume Leo! (kontynuacja serii Kimba, biały lew), (Rommel), 1966
- Oraa Guzura Dado, (Guzura) 1967
- Przyjaciel Bob, (Dżin Bob (jap. Hakushon Daimaō)), 1969
- Hippo i Thomas, (Hippo (jap. Kaba)), 1971
- Wojna planet, (Dr Kouzaburou Nambu), 1972
- Wickie, syn wikingów, (Daikan), 1974
- Fantastyczny świat Paula, (Belto Satan), 1976
- Baseballista, (Juheiei Yakyu (ojciec Kanty)), 1977
- Yattaman, (Demon (odc. 65)), 1977
- Gatchaman II, (Doktor Nambu), 1978
- Hyakumannen Chikyu no Tabi Bandar Book, (Król Zobi), 1978
- Gatchaman F, (Doktor Nambu), 1979
- Muteking, (Takokichi), 1980
- Gigi, (Salomon (jap. Seiichiro)), 1981
- Mirai Keisatsu Urashiman, (Inspektor Gondo Toru), 1983
- Starzan, (Darth Bellow), 1984
- Osomatsu-kun, (Dekapan, szef Alienów, ojciec Kumiko, szef gangu), 1988
- One Piece, (Gaimon), 1999
- Jubei-chan, (Yagyu Munenori), 2004
- Basilisk, (Ieyasu Tokugawa), 2005
- Slayers: Magiczni wojownicy – seria Slayers Revolution, (odc. 6), 2008
- Ojarumaru, (Denbo shijiyourō), 2009

## Gry komputerowe
- Seria Kingdom Hearts
  - Kingdom Hearts, (Mayor of Halloween Town), 2002
  - Kingdom Hearts II, (Pete; Mayor of Halloween Town), 2005
  - Kingdom Hearts Birth by Sleep, (Pete), 2010
  - Kingdom Hearts 3D: Dream Drop Distance, (Pete, Julius), 2012
- Soulcalibur IV, (Darth Vader), 2008
- Tatsunoko vs. Capcom: Cross Generation of Heroes, (Hakushon Daimaō), 2008

## Pozostały dubbing
- Produkcje Walta Disneya, (Czarny Piotruś)
- Przygody Supermena, (Clark Kent, Superman), 1952
- Flintstonowie, (Fred Flintstone), 1960
- Sekretna Wiewiórka, (Yellow Pinkie), 1965
- Patton, (George Patton), 1970
- Francuski łącznik, (Alain Charnier), 1971
- Francuski łącznik II, (Alain Charnier), 1975
- Du bi quan wang da po xue di zi, (Fung Sheng Wu Chi) 1976
- Gwiezdne wojny, (Darth Vader, Boss Nass). 1977
- Superman, (Jor-El), 1978
- Projekt A, (Gubernator Generalny), 1983
- Simpsonowie, (Homer Simpson), 1989
- Miasteczko Halloween, (Major), 1993
- Fantazja 2000, (Quincy Jones), 1999
- Potwory i spółka, (Henry Moczyknur), 2001
- Psy i koty, (Sędzia Przewodniczący psów),  2001

## Tokusatsu
- Ambassador Magma (Goa), 1966
- Spectreman (Chief Kurata), 1971
- Fuun Lion Maru (Agdar (głos pierwszy)), 1973
- Akumaizer 3 (ojciec Darunia), 1975
- Spider-Man (narrator), 1978
- Serial Super Sentai
  - Himitsu Sentai Goranger (narrator), 1975
  - JAKQ Dengekitai (narrator), 1977
  - Battle Fever J (narrator), 1979
  - Denshi Sentai Denjiman (narrator), 1980
  - Taiyō Sentai Sun Vulcan (narrator), 1981
  - Dai Sentai Goggle Five (narrator), 1982
  - Kagaku Sentai Dynaman (narrator), 1983
  - Kyōryū Sentai Zyuranger (narrator), 1992
  - Chōriki Sentai Ohranger Gniewny Bachus, 1995
- Seria Metalowi herosi
  - Kosmiczny szeryf Shaider (narrator), 1984
  - 3 Space Sheriff Special Crossover (narrator), 1985
  - Kyojū Tokusō Juspion (narrator), 1985
  - Jikuu Senshi Spielban (narrator), 1986
  - Sekai Ninja Sen Jiraiya (narrator), 1988
  - Kidō Keiji Jiban (narrator), 1989